# Közönséges ércesgyík
A közönséges ércesgyík (Chalcides chalcides) a hüllők (Reptilia) osztályába a  pikkelyes hüllők (Squamata) rendjébe a gyíkok (Sauria)  alrendjébe és a  vakondgyíkfélék (Scincidae) családjába  tartozó faj.

## Előfordulása
A Földközi-tenger térségének lakója.

## Megjelenése
Hossza mindössze 40 cm. Teste kígyószerű, lábai aprók.

## Életmódja
"Menüjében" rovarok szerepelnek.

## Szaporodása
Elevenszülő.